# Omar-moskee (Leicester)
De Omar-moskee is een moskee in de stad Leicester in Engeland. Het gebouw werd voltooid in 2000. Het gebouw is vernoemd naar de tweede rechtgeleide kalief, Omar.